# Сельское поселение «Ивановское»
Се́льское поселе́ние «Ивановское» — муниципальное образование в Нерчинско-Заводском районе Забайкальского края Российской Федерации.
Административный центр — село Ивановка.

## История
Статус и границы сельского поселения установлены Законом Читинской области от 19 мая 2004 года «Об установлении границ, наименований вновь образованных муниципальных образований и наделении их статусом сельского, городского поселения в Читинской области».
В 2008 году, после упразднения Читинской области, сельское поселение вошло в состав Забайкальского края. 

## Население
| 2010 | 2011 | 2012 | 2013 | 2014 | 2015 | 2016 |
| ---- | ---- | ---- | ---- | ---- | ---- | ---- |
| 769  | ↘768 | ↘742 | ↘736 | ↘731 | ↘722 | ↘703 |
| 2017 | 2018 | 2019 | 2020 | 2021 |      |      |
| ↘699 | ↘689 | ↘672 | ↘640 | ↘515 |      |      |

## Состав сельского поселения
| № | Населённый пункт | Тип населённого пункта       | Население |
| - | ---------------- | ---------------------------- | --------- |
| 1 | Байка            | село                         | ↘247      |
| 2 | Ивановка         | село, административный центр | ↘394      |